# 孟彦镇
孟彦镇，是中华人民共和国贵州省黔东南苗族侗族自治州黎平县下辖的一个乡镇级行政单位。

## 行政区划
孟彦镇下辖以下地区：
孟彦社区、孟彦村、白岩村、高砂村、罗溪村、岑湖村、宰官村、八柳村、宰东村、归已村、良常村、宰麻村、罗伞村、芒岭村、宰西村、宰洛村和弄凸村。

## 中国传统村落
- 2012年12月，芒岭村被评为首批“中国传统村落”。
- 2013年8月，罗溪村、岑湖村被评为第二批中国传统村落。